# Larix marschlinsii
Larix marschlinsii là một loài thực vật hạt trần trong họ Pinaceae. Loài này được Coaz mô tả khoa học đầu tiên năm 1917.